# 熊谷元直 (戦国時代)

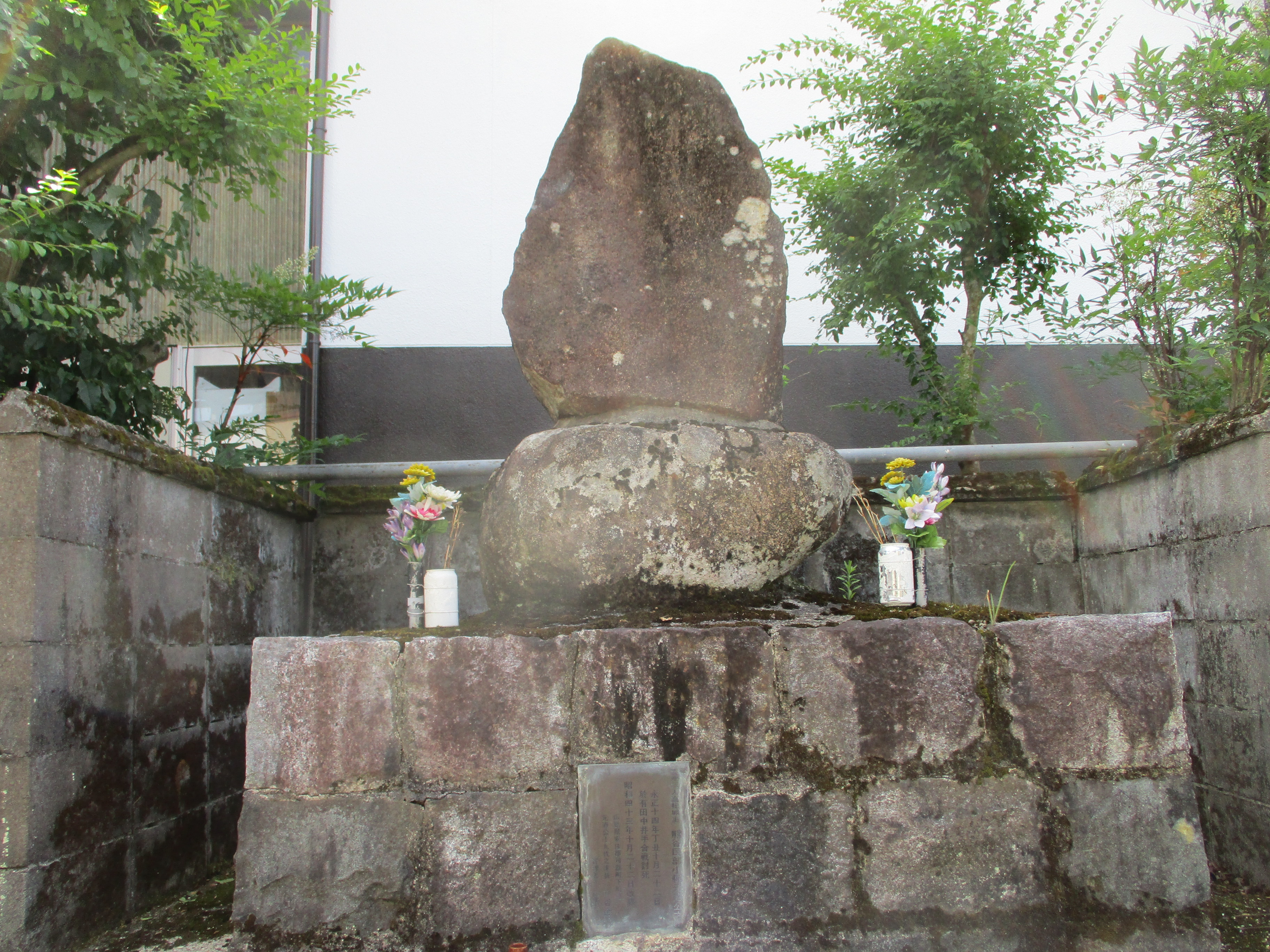
芸州三入高松城主 熊谷民部小輔元直公之墓

熊谷 元直（くまがい もとなお）は、戦国時代初期の武将。安芸国の国人・熊谷氏当主。熊谷膳直の子。子に信直、直続、女子（武田光和室）。江戸時代にキリシタンとして殉教した同名の人物の曽祖父にあたる。

## 生涯
安芸熊谷氏は、治承・寿永の乱で源氏方の武将として活躍した熊谷直実の末裔であり、曾孫の熊谷直時の代に安芸に所領を得たのがはじまりである。室町時代には分郡守護である安芸武田氏に従っており、元直の時代も同様であった。永正3年（1506年）、諸領を武田元繁から与えられた。やがて中国地方は大内氏の勢力が拡大し、安芸武田氏もその麾下に属するようになった。
永正4年（1504年）に大内義興が上洛すると、それに従って元直も安芸国人衆の一人として上洛した。永正8年（1511年）の船岡山合戦にも参加して善戦した。その後、武田氏が尼子氏の支援の下、安芸での実権回復を目指し大内氏に反旗を翻すと、武田方に味方した。
永正14年（1517年）、今田城に拠った武田元繁の呼びかけに応じ、大内方である吉川氏の有田城攻撃に参戦した。しかし来援した大内方の毛利元就・吉川元経との戦闘で先陣を務め、討死した。享年28。嫡男の信直が後を継いだ。

## 逸話
元直の遺体を家臣が持ち帰らなかったことに憤慨した元直の妻は、女一人で有田まで出掛け、夫の遺体を探した。遺体は見付けたものの、女手で持ち帰るにはあまりにも重く、泣く泣く右腕のみを切断して持ち帰った。その腕は熊谷氏の菩提寺である観音寺の井戸で洗われて、埋葬されたと言う伝承が残っている。

## 関連作品
- 『毛利元就』（1997年、NHK大河ドラマ、演：石田登星）